# BBC Alba
BBC Alba —o BBC Gàidhlig— es el nombre en gaélico para la radiotelevisora nacional, BBC Scotland, y se suele usar su nombre para describir los servicios en gaélico escocés de la BBC.

## Historia
BBC Alba también es responsable de la radioemisora en gaélico escocés, BBC Radio nan Gàidheal, y del canal de televisión en gaélico, también llamado BBC Alba.
Algunos de los programas más conocidos de BBC Alba incluye el magacín de asuntos internacionales Eòrpa ("Europa"), el programa infantil Dè a-nis? ("¿Ahora qué?") y el programa de comedia Air ais air an Ràn Dàn ("Vuelta al Ràn Dan").
En julio de 2008, el sitio web de BBC Alba lanzó un extenso servicio de noticias con motivo del lanzamiento de la televisión digital.